# FR Весов
FR Весов (лат. FR Librae) — одиночная переменная звезда в созвездии Весов на расстоянии (вычисленном из значения параллакса) приблизительно 4104 световых лет (около 1258 парсеков) от Солнца. Видимая звёздная величина звезды — от +14,3m до +13,6m.

## Характеристики
FR Весов — пульсирующая полуправильная переменная звезда (SR).